# Papieren vliegtuigje

Instructies voor het vouwen van een traditioneel papieren vliegtuigje

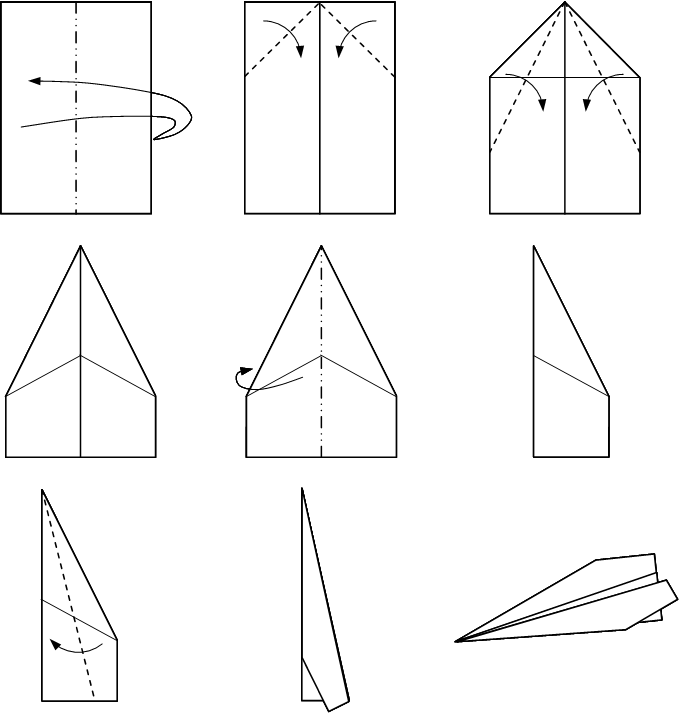
een andere veelgebruikte versie

Een papieren vliegtuigje is een object gelijkend op een vliegtuig dat is gevouwen uit papier. Het kan worden gezien als vorm van origami, maar het wordt ook veel gevouwen door scholieren. Doorgaans worden papieren vliegtuigjes 'gelanceerd' door ze weg te gooien, terwijl sommige modellen beter door een katapult afgeschoten kunnen worden.
Mogelijk werden al rond het begin van de jaartelling in China op vliegtuigen gelijkende vormen gevouwen, aangezien men in het oude China ook vliegers kende. De eerste papieren vliegtuigjes waarvan werkelijk bewijs is, zijn door Anthony Fokker gevouwen die dit liever deed dan huiswerk maken. Sommige van deze modellen zijn nog bewaard gebleven
Er bestaat verschil van mening over het beste modelvliegtuigje. Een belangrijk punt van discussie is of een vliegtuigje een staart nodig heeft of niet. Het meest bekende model is een simpele pijl, die gevouwen wordt door eerst een vel papier in de lengte te vouwen, en vervolgens de hoeken twee keer om te vouwen. Een ander bekend model is de 'DC-03', die wat weg heeft van de B-2 Spirit-bommenwerper. De huidige wereldrecordhouder is Takuo Toda, die in 2010 een vliegtuigje vouwde dat 29,2 seconden lang in de lucht bleef.